# Asociación Brasileña de Rectores de Universidades Estatales y Municipales
La Asociación Brasileña de Rectores de las Universidades Estatales y Municipales (ABRUEM) es una organización fundada en octubre de 1991, que reúne a 45 universidades públicas brasileñas  (distribuidas en 21 estados y con una población de aproximadamente 900 000 estudiantes inscritos regularmente, que representan alrededor del 50% de los estudiantes de educación superior se matriculan anualmente en el país). Abruem fomenta el intercambio de información, el debate y la profundización de los temas prioritarios de la Agenda de Educación Superior y las decisiones sobre acciones de interés común entre las instituciones afiliadas. Además, es responsable de apoyar la implementación de estas decisiones, cuando corresponda, con las autoridades gubernamentales y del sector privado.

## Universidades afiliadas
La siguiente es la lista de instituciones de educación superior que componen Abruem, ordenadas por estado:

### Alagoas
- Uncisal - Universidad Estatal de Ciencias de la Salud de Alagoas
- Uneal - Universidad Estatal de Alagoas

### Amapá
- Ueap - Universidad Estatal de Amapá

### Amazonas
- UEA - Universidad del Estado del Amazonas

### Bahia
- Uefs - Universidad Estatal de Feira de Santana
- Uesb - Universidad Estatal del Sudoeste de Bahía
- Uesc - Universidad Estatal de Santa Cruz
- Uneb - Universidad del Estado de Bahía

### Ceará
- Uece - Universidad Estatal de Ceará
- Urca - Universidad regional de Cariri
- UVA - Universidad Estatal Vale do Acaraú

### Goiás
- Unifimes - Centro Universitario de Mineros
- UniRV - Universidad de rio verde
- UEG - Universidad Estatal de Goiás
- UniCerrado - Centro Universitario Goiatuba

### Maranhão
- Uema - Universidad Estatal de Maranhão
- Uemasul - Universidad Estatal de la Región Tocantina de Maranhão

### Mato Grosso
- Unemat - Universidad Estatal de Mato Grosso

### Mato Grosso del Sur
- Uems - Universidad Estatal de Mato Grosso do Sul

### Minas Gerais
- Uemg - Universidade do Estado de Minas Gerais
- Unimontes - Universidad Estatal de Montes Claros

### Para
- Uepa - Universidad Estatal de Pará

### Paraiba
- UEPB - Universidad Estatal de Paraíba

### Paraná
- UEL - Universidad Estatal de Londrina
- Uenp - Universidad Estatal del Norte de Paraná
- UEM - Universidad Estatal de Maringá
- UEPG - Universidad de Ponta Grossa
- Unicentro - Universidad del estado del medio oeste
- Unioeste - Universidad Estatal de Paraná Occidental
- Unespar - Universidad Estatal de Paraná

### Pernambuco
- UPE - Universidad de pernambuco

### Piaui
- Uespi - Universidad Estatal de Piauí

### Río de Janeiro
- Uenf - Universidad Estatal del Norte Fluminense
- Uerj - Universidad del Estado de Río de Janeiro
- Uezo - Centro de la Universidad Estatal de West Zone

### río Grande del Norte
- Uern - Universidad Estatal de Rio Grande do Norte

### Río Grande del Sur
- Uergs - Universidad Estatal de Rio Grande do Sul

### Roraima
- UERR - Universidad Estatal de Roraima

### Santa Catarina
- Udesc - Universidad Estatal de Santa Catarina

### San Pablo
- Unifae - Centro Universitario de Colegios Docentes Asociados
- UniFacef - Centro Universitario de Francia
- Unesp - Universidad Estatal Paulista
- Unicamp - Universidad Estatal de Campinas
- Unitau - Universidad de Taubaté
- USP - Universidad de São Paulo